# Γ́
Cette page contient des caractères spéciaux ou non latins. S’ils s’affichent mal (▯, ?, etc.), consultez la page d’aide Unicode.
Le gamma tonos, γ́, est une lettre grecque additionnelle utilisée par certains auteurs dans l’écriture du grec chypriote.

## Utilisation
En grec chypriote, le gamma tonos ‹ γ́ › est utilisé pour représenter une consonne fricative palato-alvéolaire voisée palatalisée [ ʒʲ] ou une consonne fricative alvéolo-palatale voisée [ʑ].

## Représentations informatiques
Le gamma tonos peut être représente avec les caractères Unicode suivants (grec et copte, diacritiques):
| formes    | représentations | chaînes de caractères | points de code | descriptions                                     |
| --------- | --------------- | --------------------- | -------------- | ------------------------------------------------ |
| capitale  | Γ́               | Γ◌́                    | U+0393 U+0301  | lettre majuscule grecque gamma diacritique tonos |
| minuscule | γ́               | γ◌́                    | U+03B3 U+0301  | lettre minuscule grecque gamma diacritique tonos |